# Prairies Saint-Martin
Les prairies Saint-Martin est un parc naturel de 30 hectares (0,3 km2) longé par canal d'Ille-et-Rance et situé près du centre-ville de Rennes, dans le département français d'Ille-et-Vilaine en région Bretagne. Elles offrent un espace de nature au cœur de la ville et favorise les modes de déplacement doux vers les quartiers nord de la ville. Contrairement au parc du Thabor et au parc Oberthür, les prairies Saint-Martin conservent de grandes zones réservées à la faune et la flore sauvage, qui servent également de zone tampon en cas de crues de l'Ille.
Le lieu est aménagé dès le XVIIe siècle avec le moulin de Trublet, transformé au XIXe siècle en tanneries. Après la fermeture de celles-ci dans les années 1940, le lieu reste peu fréquenté, avec quelques artisans, jardins ouvriers et habitations. Déclarées zone inondable en plus d'être polluées par ces activités historiques, les prairies sont réaménagées par la métropole rennaise entre 2014 et 2021 pour y construire un parc naturel accessible depuis le centre-ville.

## Situation
Le parc est situé au nord du centre-ville dans le quartier Saint-Martin. Il forme un croissant le long du canal d'Ille-et-Rance à l'ouest et est délimité à l'est par un bras de l'Ille. Les prairies sont délimités au Sud-Ouest par la rue Saint-Martin et au nord par l'ancien moulin du Trublet, à proximité de la nouvelle Zone d'aménagement concerté (ZAC) Armorique.
Les prairies possèdent plusieurs entrées le long du canal d'Ille-et-Rance ainsi qu'une entrée aménagée face à la coulée verte de la Pénétrante, par la rue de la Motte Brûlon. Une entrée est également prévue par la rue d'Antrain dans le courant de l'année 2019 et une passerelle supplémentaire au niveau de la ZAC Armorique. L'ensemble de ces accès sont accessibles aux piétons et aux vélos, et des circuits de grande randonnées et balades cyclables traversent les prairies. Des passerelles sont installés en 2020 pour faciliter l'accès aux prairies pour les nouvelles ZAC construites autour. Ces accès facilitent les déplacements entre le centre de la ville et le nord de la métropole, grâce à un relief relativement plat et à l'absence de véhicules à moteur.
Elles sont desservies par les lignes de bus 12 à l'arrêt Auberge de Jeunesse et 32 à l'arrêt Motte Brûlon. Les stations de vélo en libre service Auberge de Jeunesse et Armorique sont respectivement situées au sud et au nord du parc. Les prairies sont également accessibles via la ligne b du métro avec la station Jules Ferry et les lignes de bus à proximité.

## Histoire

### Du moulin de Trublet aux tanneries duXIXesiècle

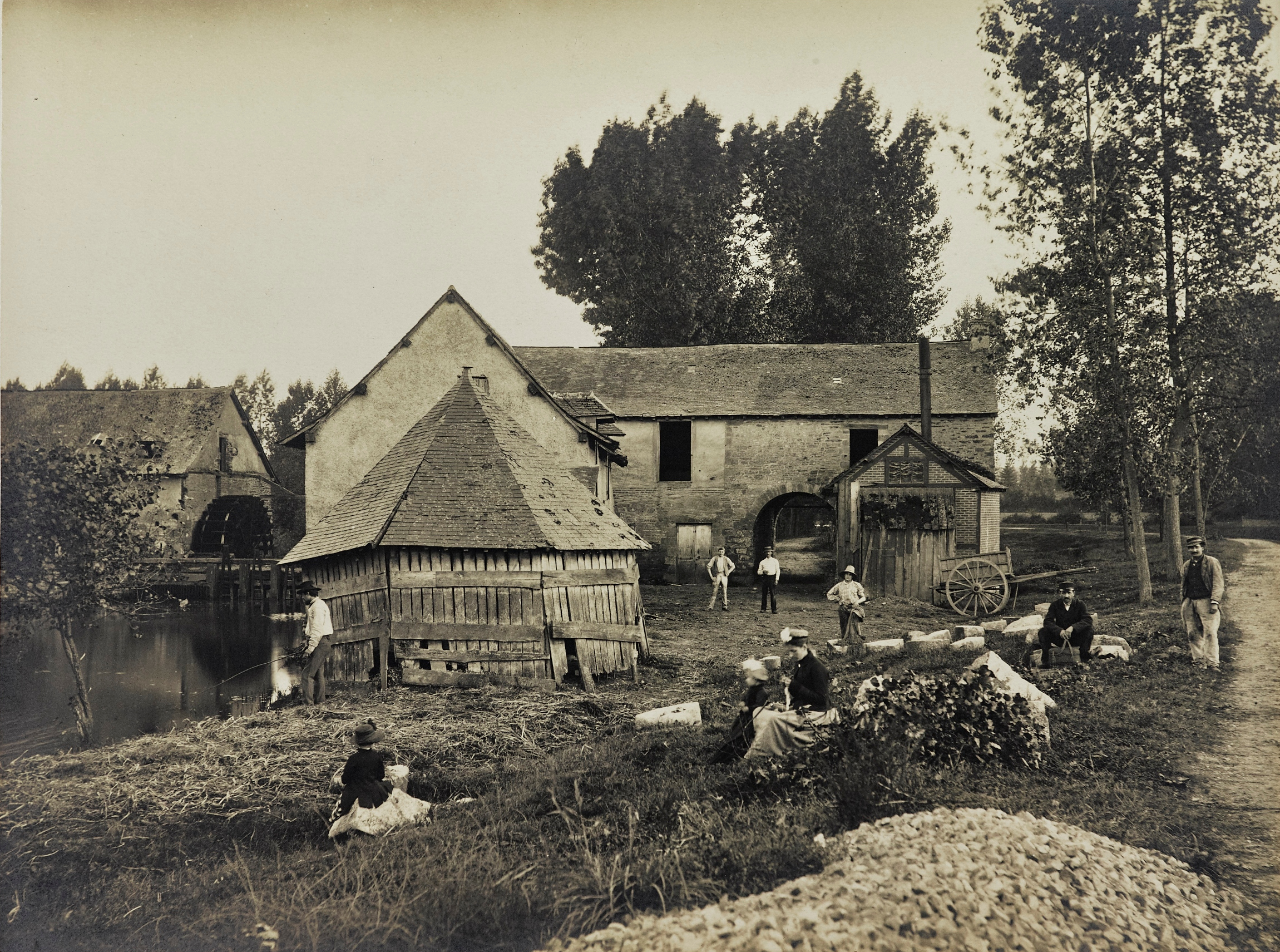
Le moulin de Trublet en 1890

La première installation de la zone recensée est le moulin de Trublet dont l'existence est établie dès 1625 dans un acte relatif au droit de pêche de l'abbaye Sainte-Melaine. Construit à la limite nord des prairies, il est composé de deux moulins à eau, d'une machine à vapeur et d'une maison.
Dans les années 1830, le canal d'Ille-et-Rance est construit et un accès au moulin du Trublet est aménagé et entretenu conjointement par la ville et les propriétaires du moulin. Cette voie de 13 m de large, réduite à 9 m en 1942, constitue l'actuel Canal Saint-Martin, qui borde les prairies.
En 1895, Laurent Zwingelstein acquiert le moulin de Trublet et y installe des tanneries. L'emplacement est assez éloigné de la ville pour ne pas gêner les habitants par cette activité polluante. Des installations permettent le travail d'un grand nombre de peaux et la tannerie est distinguée par plusieurs prix internationaux dans les années 1910. En 1925, la tannerie produit jusqu'à 70 000 cuirs par an. En 1938, l'usine est cédée à la Société des Tanneries de France puis ses activités cessent en 1948.

### Les jardins ouvriers duXXesiècle

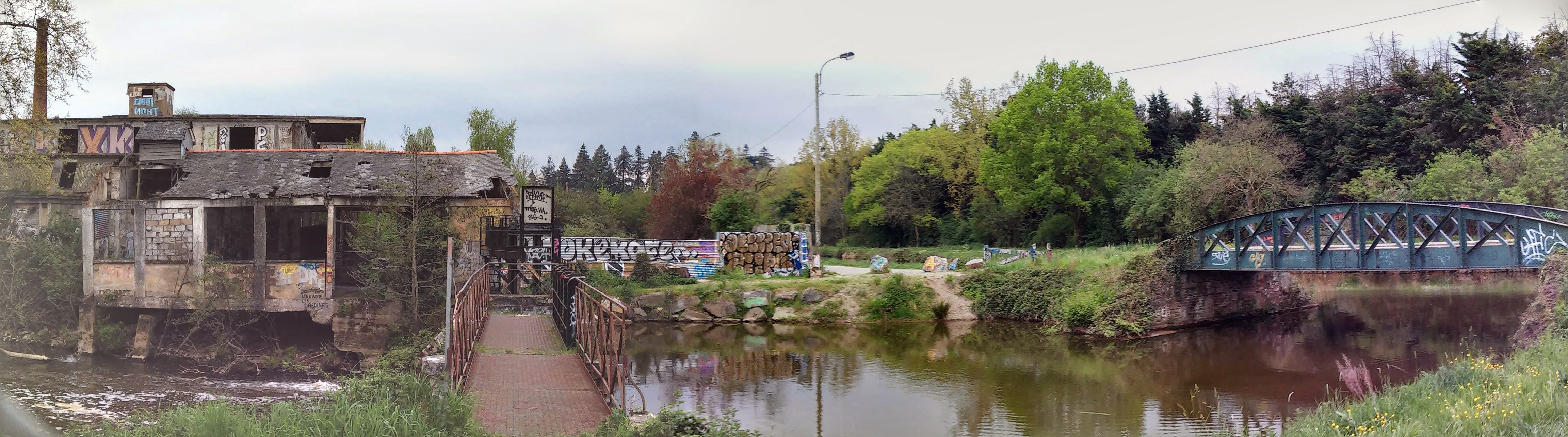
Le site de l'ancienne tannerie de Trublet, à l'abandon, quelques mois avant sa destruction

Une fois les tanneries fermées, des garages et divers artisans s'installent dans cette zone peu fréquentée de la ville, dans les bâtiments des anciennes tanneries. En 1929, l'Office départemental des Habitations Bon Marché aménage des jardins ouvriers afin de fournir un carré de potager aux ouvriers rennais, vivant généralement en appartements et ne possédant pas de jardin privé. Le maire François Château pense alors que l'Office a installé des lotissements sans son autorisation. L'Office affirme que non, bien qu'il soit possible que des familles modestes aient élu domicile dans les abris de jardin.
Après la Seconde Guerre mondiale, pour faire face à la pénurie de logements, des maisons sont construites sans permis dans cette zone inondable. Cette caractéristique empêche cependant l'explosion démographique que connaissent les quartiers adjacentes lors de la seconde partie du XXe siècle. Ce voisinage, toléré par la ville, jouit alors d'une densité de population faible, en décalage avec le reste de la commune. On y trouve également des abris de jardin progressivement aménagés comme lieux de vie. C'est une population modeste, cultivant les jardins familiaux adjacents, qui y réside,,,.
En 1977, un projet de pénétrante reliant la future rocade Nord est étudié par la Ville. Le tracé suggère une double voie autoroutière qui démarre 200 m après le pont Saint-Martin, traverse les prairies et rejoint la rocade de Rennes via une remontée de la coulée verte de la Pénétrante. Les travaux sont prévus pour la fin du siècle, lors de la finalisation du nord de la rocade. Cependant la mobilisation des habitants des quartiers concernés ainsi que l'évolution de la réflexion sur la place de la voiture dans les villes mène à l'abandon du projet dans les années 2000. Les nouvelles lois sur la gestion des crues, dont Rennes peut être menacée par la présence de l'Ille et de la Vilaine, incite également à revoir l'usage de ce lieu naturel,,.

Maison et jardin ouvrier au bord du canal Saint-Martin

Des études réalisées entre 2008 et 2010 mettent en évidence une pollution des sols au niveau des jardins familiaux. Toutes les parcelles ne sont pas concernées et la cause de la pollution n'est pas complètement déterminée, bien que les précédentes activités industrielles en aval du site, à la Trublet, soient probablement en cause. Des traces d'hydrocarbures et d'amiantes sont notamment recensées. Face à ces incertitudes, la mairie opte pour ne pas dépolluer le site, afin de ne pas prendre de risque en cas de nouvelles inondations,. Elle procède plutôt au déménagement de ces jardins à d'autres endroits de la ville et alloue également un jardin de 1 000 m2 au centre des prairies, plus au nord des installations précédentes situés sur les terres polluées,.
Dans les années 2010, à l'annonce du projet d'aménagement d'un parc urbain, les activités artisanales cessent, avec le rachat du bâti par la ville de Rennes. Régulièrement squattés et victimes d'un incendie en 2015, les bâtiments sont détruits quelques mois plus tard. Les riverains quant à eux sont priés d'évacuer, dans le cadre de la déclaration d'intérêt public afin de naturaliser intégralement les prairies et d'y bannir notamment la voiture. Entre la fermeture des jardins et le lancement effectif des travaux du parc, des zones de squats se sont installés, composés d'une population précaire qui s'oppose au projet,.

### Reconversion en parc naturel

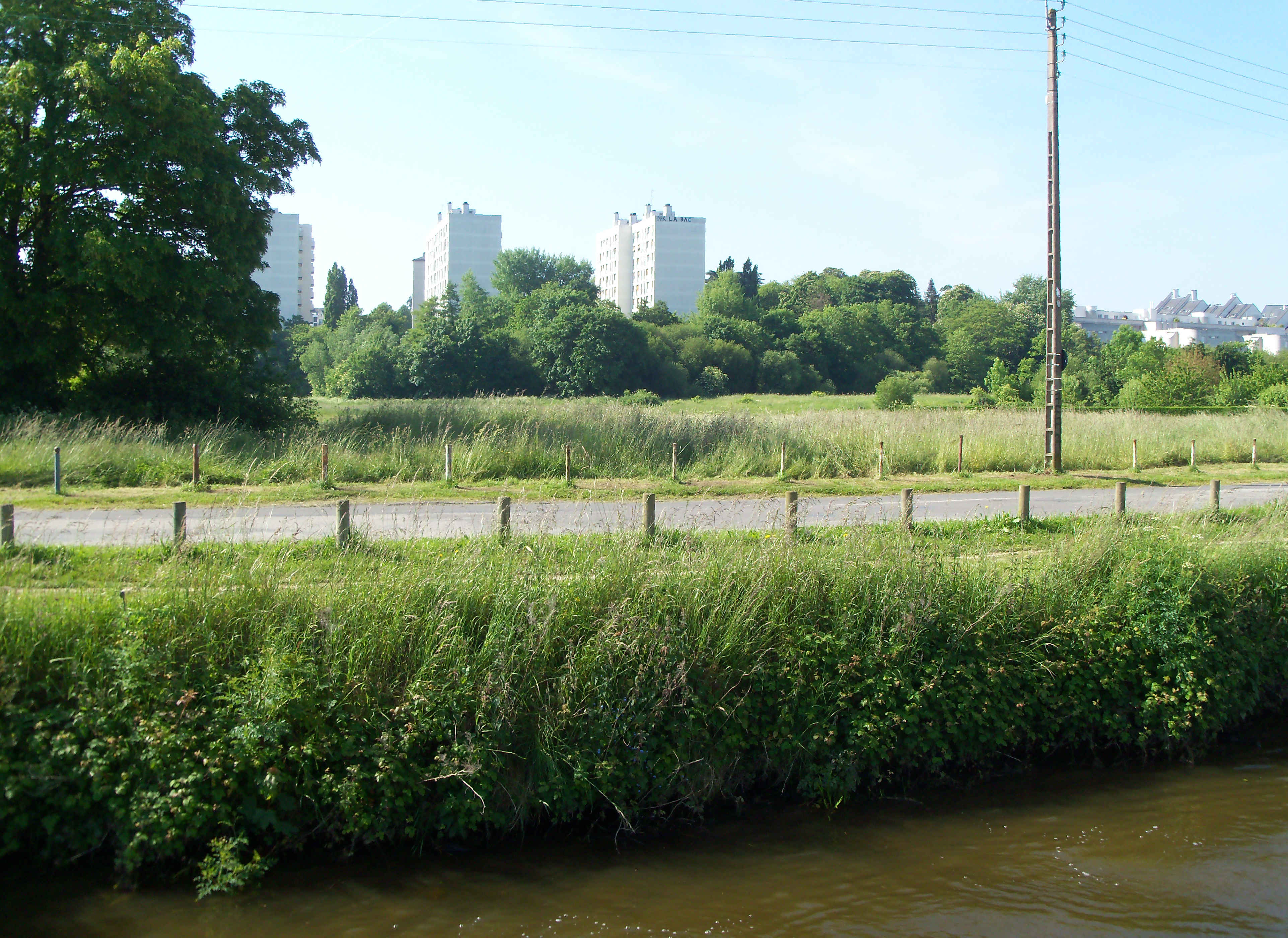
Le cœur des prairies depuis le canal, en 2014 avant les aménagements

Dès le début des années 2000, les prairies de Saint-Martin sont classées comme zone naturelle d'expansion des crues, afin de lutter contre les inondations en zone urbaine.
En 2012, un an après la fermeture des jardins familiaux, la ville ouvre une consultation avec les riverains et l'ensemble des Rennais autour du projet d'aménagement d'un parc naturel de 30 hectares. L'objectif pour la ville est de transformer cette surface en lieu multi-usages trois fois plus grand que l'emblématique parc du Thabor. Le projet est estimé à 9,3 millions d'euros,.
En 2015, la mairie présente son projet en élargissant le périmètre de la déclaration d'utilité publique. Il prévoit l'expropriation de l'ensemble des habitations présentes sur le site, pour la cohérence du projet selon la municipalité,. Une bataille judiciaire s'engage avec les habitants et le projet est rejeté par plusieurs collectifs. Il est critiqué sur son coût final, dont le chiffre a triplé par rapport à l'estimation de 2012, et d'une privatisation par les urbanistes pour reconstruire un lieu déjà naturel au gré des riverains. Le rapporteur public affirme que le coût « est dans la moyenne inférieure pour ce genre de projet » et que l'intérêt général est respecté.
En 2016, la commission d'enquête publique reconnait l'intérêt public du parc mais donne un avis défavorable aux expropriations. La ville abandonne le projet d'expropriations pour les maisons au bord du canal à l'été 2016 mais maintient la destructions des habitations au sein du parc.
L'inauguration officielle a lieu le 8 juin 2019, à la fin de la réalisation de la première phase de travaux.

## Impact de la reconversion
Avant sa reconversion, les prairies étaient un lieu pollué par les activités industrielles passées. Une partie de ces terres polluées ont été confinées sur le site même, sous la butte de jeux, dans une membrane confinée empêchant tout contact et remontées. Ce stockage local permet de conserver la pollution générée sur le site par le passé au lieu de la traiter ailleurs ,.
Cette reconversion permet également de créer un îlot de fraicheur au sein d'une ville fortement urbanisée. Les promoteurs du projet annoncent une différence de 2 °C en moyenne entre la température ressentie dans les prairies et le centre de Rennes, distants de quelques centaines de mètres. Cela est possible via le re-végétalisation du lieu, par la plantation d'arbres et la réintroduction de zones humides,.

## Aménagements

### Zone de loisirs

Ânes du Poitou dans l'enclos à proximité du canal.

Plusieurs zones sont aménagées afin d'ouvrir de nouveaux lieux de loisirs :
- Au nord-est, à l'entrée des prairies via la rue de la Motte Brûlon, le plateau sportif est composé d'un terrain de basket, de tables de ping-pong et d'appareils de musculation ;
- Au sud, le long du canal d'Ille-et-Rance, un kiosque, une aire de jeux pour enfants, des barbecues fixes et de grandes plaines d'herbes pouvant accueillir des chapiteaux pour des événements ;
- Au centre, un parc naturel avec du mobilier en bois pour s'y détendre (bancs, transats, plateaux...). Un enclos avec des ânes du Poitou est également présent.

### Jardins arborétum et fruticetum
En plus d'aires de loisirs, la partie centrale du parc abrite des jardins et vergers. Après la fermeture des jardins situés au 84 Canal Saint-Martin à proximité des terres polluées, la Ville octroie 1 000 m2 à l'association GAEC Saint Martin au 106, à la suite d'un dépôt de projet au budget participatif de la Ville en 2018. Cet espace est situé plus au nord, sur des terres saines et est géré par les adhérents de l'association avec une mise en valeur d'espèces rares et de la permaculture,.

### Zone humide protégée
À l'est des prairies, le long de la rivière de l'Ille, une zone humide, prolongée par un bois alluvial, est restaurée à la place des jardins ouvriers. Cette zone est fermée au public afin de permettre à la faune et la flore de se développer de façon sauvage. Deux observatoires en bois sont toutefois installés en bordure de la zone afin de permettre l'observation par les passants en minimisant la nuisance pour la faune. L'ensemble de cet espace sert également à réguler les crues de l'Ille.
Un pré avec des vaches des Highlands, race plus adaptée aux zones humides que les races locales, est également à proximité de cette zone,.

## Biodiversité
On peut y observer des poules d'eau.